# Bactrocera decepta
Bactrocera decepta är en tvåvingeart som först beskrevs av Hardy 1974.  Bactrocera decepta ingår i släktet Bactrocera och familjen borrflugor. Inga underarter finns listade.